# Combretaceae
Combretaceae é uma Família botânica pertencente à ordem Myrtales, que incluí 20 gêneros e cerca de 600 espécies. No Brasil, encontram-se 5 gêneros, dentre estes Combretum e Terminalia, 64 espécies sendo 13 endêmicas, 2 subespécies e 2 variedades. Algumas se desenvolvem em manguezais como os gêneros Conocarpus, Laguncularia e Lumnitzera.

## Descrição (características morfológicas)
Predominantemente árvores e lianas. Não possuem estípulas ou, por vezes, estas são inconspícuas. Folhas alternas ou opostas, inteiras e peninérveas com nectários na base do pecíolo.  Em relação à inflorescência podem ser em forma de espiga ou racemosas; flores bi ou unissexuais e actinomorfas. As sépalas são 4-5, imbricadas ou valvares e podem ser livres ou unidas a base. As pétalas são 4-5, ou, por vezes, ausentes e ainda podem ser livres, imbricadas ou valvares. Apresentam flores monoicas, poligâmicas ou dioicas, com estames 8-10, anteras rimosas e bastante discreta. Os ovários apresentam 2-5 carpelos, possuem nectários no ápice, normalmente, uniloculares e apenas um óvulo se desenvolve por funículo. Apresentam frutos monospérmicos, drupóide ou samaróide que podem ou não ser alados.

## Distribuição geográfica
Distribuem-se em regiões tropicais e subtropicais. No Brasil, se distribuem por todas as regiões, sendo a Norte e Nordeste as que apresentam as maiores concentrações, respectivamente.

## Adaptações/caracteres evolutivos
Muitas espécies de Combretaceae apresentam adaptações á zonas áridas.

## Reprodução
As flores são visitadas por aves e insetos que buscam principalmente o néctar. Em casos como o do fruto do Laguncularia, a água funciona como principal dispersor, talvez, devido a sua característica esponjosa. Em algumas espécies, os dispersores são animais, seguidos pela água, especialmente frutos carnosos e indeiscentes. Há também alguns casos de dispersão pelo vento.

## História
Em relação à evolução do grupo, estas estão inseridas na Ordem Myrtales devido a estudos moleculares, já que apresentam características distintas das demais famílias do grupo, tais como o ovário, com apenas um lóculo e óvulos pendentes.

## Importância econômica
A madeira de algumas espécies de Combretaceae é bastante apreciada na marcenaria e na carpintaria devido à característica rigidez, como ocorre em Terminalia ivorensis A.Chev.. Outras como o Jasmim-da-índia (Quisqualis indica Linn.) são apreciadas na ornamentação, neste caso específico, as flores são capazes de mudar de cor: nascem brancas e se tornam avermelhadas, o que as torna bastante atrativas. Já a Terminalia catappa Linn., além do paisagismo, é importante na utilização alimentícia e medicinal, sendo seus frutos bastante contemplados, estes, também são usados na fabricação de remédios caseiros e óleos finos; suas folhas tem larga utilização em medicamentos fitoterápicos e em tratamentos em locais de criação de peixes.

## Potencial ornamental
A Quisqualis indica Linn. (Jasmim-da-índia) é amplamente utilizada na ornamentação assim como Terminalia catappa Linn. e a Combretum fruticosum Loeft.

## Conservação
Dentre as espécies de Combretaceae ameaçadas de extinção encontram-se Buchenavia pabstii (Marquete e Valente), Buchenavia rabelloana (N.F.Mattos) e Terminalia acuminata (Fr. All.) Eichl., de acordo com a Lista Oficial das Espécies da Flora Brasileira Ameaçadas de Extinção.

## Gêneros
| - Anogeissus - Buchenavia - Bucida - Calopyxis - Combretum - Conocarpus - Dansiea | - Getonia - Guiera - Laguncularia - Lumnitzera - Macropteranthes - Melostemon - Pteleopsis | - Quisqualis - Ramatuela Kunth - Strephonema - Terminalia - Terminaliopsis - Thiloa Eichler |

Ocorrem no Brasil: Buchenavia, Combretum, Conocarpus, Laguncularia e Terminalia.